# Raionul Kaharlîk, Kiev
Kaharlîk (în ucraineană Кагарлицький район, transliterat: Kaharlîțkîi raion) este un raion în regiunea Kiev, Ucraina. Reședința sa este orașul Kaharlîk.

## Demografie
Componența lingvistică a raionului Kaharlîk
     Ucraineană (96,97%)
     Rusă (2,65%)
     Alte limbi (0,19%)
Conform recensământului din 2001, majoritatea populației raionului Kaharlîk era vorbitoare de ucraineană (96,97%), existând în minoritate și vorbitori de rusă (2,65%).